# Polônia nos Jogos Olímpicos de Inverno de 1956
A  Polônia competiu nos Jogos Olímpicos de Inverno de 1956, em Cortina d'Ampezzo, na Itália. Franciszek Gąsienica Groń, do nórdico combinado, ganhou a primeira medalha da história do país.